# 女人们的谈话
《女人们的谈话》（英語：Women Talking）是2022年上映的美国剧情片，改编自加拿大小说家米莉安·泰维兹于2018年出版的同名小说，由莎拉·波莉执导、编剧，鲁妮·玛拉、克萊兒·芙伊、傑西·伯克利、朱迪思·爱薇、本·威士肖和法蘭絲·麥杜雯主演，麦克多曼德担任制片人。影片围绕玻利维亚门诺会聚居地的一段真实故事展开，讲述聚居地的女性逃离男性虐待的经历。
电影于2022年9月2日在第49届特柳赖德电影节举行全球首映礼，同年12月23日在全美小规模上映，2023年1月20日由联美全国公映。导演波莉的编剧及导演工作、主演的群戏（尤其是芙伊、伯克利和威士肖）及配乐受到影评人的肯定。除此之外，电影还入选美国国家评论协会及美国电影学会的年度十佳电影，並获得第95届奥斯卡金像奖最佳影片及最佳改编剧本提名，最終贏得最佳改編劇本獎。

## 梗概
一位女性独自躺在床上入睡，身上的瘀伤清晰可辨，臀部和大腿内侧上部也有伤口，证明她被强奸。
事情发生在2010年，在玻利维亚门诺会聚居地，聚居地的女性从控制她们生杀大权的男人身上发现一个惊人的秘密，那就是男人们经常用迷药迷奸女人，好几个人因此意外怀孕，而这种事情已经持续了好几年。按照这个准门诺会社区的传统，女性一直以来都是不识字、不上学的文盲状态，唯一作用就是顺从于男性居民，照顾他们的日常需求。
有一个三岁孩子的莎乐美得知真相，抄了一把大镰刀攻击男人，没过多久就被关了起来。当天中午，莎乐美与欧娜、玛丽奇、阿加塔、格蕾塔、梅哈尔、奥洁和年迈的疤面杰姬聚集在村里的干草棚，商讨如何应对男人们的虐待行为。经过一番讨论，她们得出三种办法，一是什么都不做，二是留下来奋起反抗，三是一走了之。考虑到男人们不久之后就会回来，她们有48小时的时间作出决定。
回想起往日遭到虐待的经历，女人们非常矛盾。她们看到许多女性彻底妥协于顺从男性的地位，尽管周围男性群体反复无常的举动感到沮丧痛苦。在学校老师奥古斯特·爱普的帮助下，莎乐美用迷药迷魂村里的一些男性，和其他姐妹们一起逃跑。
片尾字幕显示强奸犯最终被判25年监禁。

## 阵容
- 鲁妮·玛拉 饰 奥娜（Ona）
- 克萊兒·芙伊 饰 莎乐美（Salome）
- 傑西·伯克利 饰 玛丽奇（Mariche）
- 朱迪思·爱薇（英语：Judith Ivey） 饰 阿加塔（Agata）
- 本·威士肖 饰 奥古斯特·爱普（August Epp）
- 法蘭絲·麥杜雯 饰 疤面杰姬（Scarface Janz）
- 希拉·麦卡锡（英语：Sheila McCarthy） 饰 格蕾塔（Greta）
- 米歇尔·麦克劳德（Michelle McLeod）饰 梅哈尔（Mejal）
- 凯特·哈利特（Kate Hallett）饰 奥洁（Autje）
- 丽芙·麦克尼尔（Liv McNeil）饰 妮洁（Nietje）
- 艾米莉·米切尔（Emily Mitchell）饰 米普（Miep）
- 基拉·古洛安（Kira Guloien）饰 安娜（Anna）
- 雪拉·布朗（Shayla Brown）饰 海伦娜（Helena）
- 奥古斯特·温特（August Winter）饰 梅尔文（Melvin）

## 制作
2020年12月，消息指法蘭絲·麥杜雯将担任电影主演，莎拉·波莉执导、编剧。2021年6月，本·威士肖、鲁妮·玛拉、克萊兒·芙伊、傑西·伯克利、朱迪思·爱薇、希拉·麦卡锡和米歇尔·麦克劳德加盟剧组。希尔迪·居兹纳多蒂尔担任配乐作曲。
主体摄影于2021年7月19日至9月10日在多伦多举行，拍摄现场遵守COVID-19防疫措施。服装设计师奎塔·阿尔弗雷德（Quita Alfred）从门诺派社区的商店买了一些布料和披巾，为片中每个家庭设立不同的颜色和图案，以这些特征代表他们是一个集体。

## 音乐
希尔迪·居兹纳多蒂尔负责配乐作曲，斯庫里·斯沃里森进行吉他独奏。影片原声专辑于2022年12月23日，也就是影片小规模上映当天在数字平台发行，是环球音乐集团旗下Mercury Classics Soundtrack & Score发行的首批原声带专辑。实体CD于同月晚些时候发行。电影预告片配乐《Speak Up》于2022年11月4日上线。

## 发行
电影首映礼于2022年9月2日在第49届特柳赖德电影节举行，2022年9月13日在多伦多国际影展放映，10月10日在纽约电影节放映，11月5日在美国电影学会反映。影片于2022年12月23日由聯美旗下的Orion Pictures在北美有限上映，2023年1月20日公映。影片原定于2022年12月2日有限上映，后来改至12月23日，以避免和《阿凡达：水之道》撞期。
影片于2023年1月10日由环球影业在英国上映。

## 反响

### 票房
有限上映首周，影片从8家影院获得40,530美元，创下全年最差的开画成绩。《Deadline Hollywood》认为圣诞节临近、冬季风暴埃利奥特影响全美、民众对所谓“优质影片”失去兴趣是票房低开的三大原因。

### 专业评价
汇总媒体烂番茄根据206条评论打出90%的新鲜度，平均得分8.2/10。网站共识写道：“《女人们的谈话》有时候会放弃富有娱乐性的戏份桥段，转而简单地表达自己的观点，但其传递的信息有价值，而且传递得有效果。”Metacritic收录40条评论，平均得分78/100，表示“普遍好评”。
2023年3月，本片在爛蕃茄發表「270部由21世紀女性執導的電影佳作」清單榜上有名。